# Інга Фішер-Ялмарс
Інга Фішер-Ялмарс (швед. Inga Fischer-Hjalmars; 16 січня 1918, Стокгольм — 17 вересня 2008, Лідінгеландет) — шведська науковиця в галузі фізики, хімії, фармакології, гуманістка, піонерка у квантовій хімії.

## Біографія
У 1939 здобула ступінь бакалавра з фармакології, у 1944 — магістра з фізики, хімії і математики. У 1949 здобула ступінь ліценціата з механіки, а в 1950 — з хімії. Студенткою працювала під керівництвом Нільса Льофґрена і першою синтезувала відкритий ним анестетик ксилокаїн, більше відомий як лідокаїн. Фізику вивчала під керівництвом Оскара Клейна. У 1952 здобула докторський ступінь в Стокгольмському університеті. Вона стала першою жінкою-професором з теоретичної фізики у Швеції.
У 1952 вийшла заміж за Стіґа Ялмарса, шведського фізика-теоретика.
Працювала над застосуванням квантової механіки до проблем хімії. У 70-80-х провадить із групою науковців дослідження зі зв'язування, електронної структури та спектру біологічно важливих металевих комплексів. Ці дослідження мали велике значення для кращого розуміння біохімічних систем, які часто мають складну електронну структуру. У 1985 за ці дослідження її група отримує нагороду Міжнародного товариства квантової біології (англ. International Society of Quantum Biology).
Із 1978 є членом Шведської королівської академії наук, з 1983 — Міжнародної академії квантової молекулярної науки (англ. International Academy of Quantum Molecular Science). Також була членом Данської королівської академії наук та Світової академії мистецтва на науки (англ. World Academy of Art and Science).
Окрім наукової діяльності, була також секретарем Постійної комісії з вільного пересування вчених Міжнародної ради наукових спілок. На цій посаді боролася за свободу пересування науковців з СРСР, яким було заборонено виїзд з країни, і їх участь у світовому науковому житті. За цю діяльність у 1990 була удостоєна нагороди Комітету захисту прав науковців Нью-Йоркської академії наук.
Підписала «Попередження вчених людству» (1992).